# And Close As This
Albums de Peter Hammill
Skin
(1986) In a Foreign Town
(1988)
And Close as this est le quinzième album solo de Peter Hammill, sorti en 1986. Chaque piste est une chanson jouée et chantée par Hammill en solo sur un clavier et jouée en une seule prise. Deux des chansons utilisent un piano à queue comme instrument ; pour les autres, Hammill joue sur un clavier maître MIDI (master keyboard), l'utilisant pour déclencher une variété de modules de sons MIDI, principalement des sons de piano électrique et d'orgue. À noter la participation de Keith Emerson sur la pièce Empire of delight en tant que compositeur, mais il ne joue pas sur l'album, Peter Hammill étant le seul musicien. 

## Liste des titres
Toutes les pièces ont été écrites et composées par Peter Hammill, sauf avis contraire.  
| No | Titre                                            | Durée |
| -- | ------------------------------------------------ | ----- |
| 1. | Too many of my Yesterdays                        |       |
| 2. | Faith                                            |       |
| 3. | Empire of delight (Peter Hammill, Keith Emerson) |       |
| 4. | Silver                                           |       |
| 5. | Beside the one you love                          |       |
| 6. | Other old cliches                                |       |
| 7. | Confidence                                       |       |
| 8. | Sleep Now                                        |       |

## Personnel
- Peter Hammill : Chant, Grand Piano, clavier maître MIDI.